# 相州七里浜
「相州七里浜」（そうしゅうしちりがはま）は、葛飾北斎の名所浮世絵揃物『冨嶽三十六景』全46図中の1図。落款は「前北斎為一笔」とある。

## 概要
本図は神奈川県鎌倉市南西の相模湾に面した七里ヶ浜からの富士山の眺望を描写している。七里ヶ浜は約3キロに渡る砂浜で、富士山を正面に捉えていることから、東側の稲村ヶ崎周辺より描かれたものと考えられ、位置関係より、画面中央部の岬が小動岬、左側の島が江の島と推測できる。
|  |  |

北斎の手による同一の構図は寛政9年(1797年)に刊行された狂歌本『柳の絲』に寄せた挿絵「江島春望」に見られるが、本作品では人物描写を排除し、砂浜を遮るように手前に鎌倉山と思われる小高い丘を配置している。また富士山も実物よりもかなり大きく目立つ構成を採用しており、ベロ藍を活かした色味も含めて山水画の画風をかなり強く意識して描いていることがわかる。なお、後摺版では手前の丘が緑になるなど、色味が大きく変更されているほか、空を表現するぼかし技法もぼかし上げから天ぼかしへと変更されている。